# Мальяда-дус-Бойс
Мальяда-дус-Бойс (порт. Malhada dos Bois)  —  муниципалитет в Бразилии, входит в штат Сержипи. Составная часть мезорегиона Сельскохозяйственный район штата Сержипи. Входит в экономико-статистический  микрорегион Носа-Сеньора-дас-Дорис. Население составляет 3694 человека на 2006 год. Занимает площадь 59,3 км². Плотность населения — 62,29 чел./км².

## История
Город основан в 1953 году.

## Статистика
- Валовой внутренний продукт на 2004 составляет 11.489.163 реалов (данные: Бразильский институт географии и статистики).
- Валовой внутренний продукт на душу населения на 2004 составляет 3.240,03 реалов (данные: Бразильский институт географии и статистики).
- Индекс развития человеческого потенциала на 2000 составляет 0,630 (данные: Программа развития ООН).